# جينا بيلمان
جينا بيلمان (بالإنجليزية: Gina Bellman)‏ هي ممثلة بريطانية، ولدت في 10 يوليو 1966 بأوكلاند في نيوزيلندا.

## وصلات خارجية
- جينا بيلمان على موقع IMDb (الإنجليزية)
- جينا بيلمان على موقع ألو سيني (الفرنسية)
- جينا بيلمان على موقع أول موفي (الإنجليزية)
- جينا بيلمان على موقع قاعدة بيانات الأفلام السويدية (السويدية)
- جينا بيلمان على موقع إن إن دي بي (الإنجليزية)
- جينا بيلمان على موقع قاعدة بيانات الفيلم (الإنجليزية)
- جينا بيلمان على موقع كينوبويسك (الروسية)